# Simon Böhne
Simon Böhne (* 7. Juli 2000) ist ein deutscher Handballspieler.

## Karriere
Simon Böhne begann das Handballspielen bei der TSG Oberursel. In der Jugend spielte er weiter noch für TSG Münster, HSG Dutenhofen/ Münchholzhausen und zuletzt in der A-Jugend für den TV Hüttenberg. Hier erhielt er bereits früh nach der Jugend Einsatzzeiten in der 2. Bundesliga. Zeitgleich erhielt er ein Zweitspielrecht für die HSG Dutenhofen/Münchholzhausen in der 3. Liga. Da sein Vertrag nach der Saison 2023/24 in Hüttenberg ursprünglich nicht verlängert werden sollte, wollte er zur HSG Linden in die Landesliga wechseln, wo er gemeinsam mit seinem Bruder gespielt hätte. Aufgrund seiner Leistungen in den letzten Spielen der Saison wurde sein Vertrag aber doch noch verlängert. Zu Beginn der folgenden Saison wurde er im September direkt als Spieler des Monats der 2. Bundesliga ausgezeichnet.